# Live at Rockpalast
Live at Rockpalast ist die dritte EP der schwedischen Bluesrock-Band Blues Pills. Sie erschien am 28. März 2014 über Nuclear Blast.

## Entstehung
Die EP wurde beim Auftritt der Band beim Crossroads Festival in Bonn am 18. Oktober 2013 aufgezeichnet. Der Auftritt wurde vom Westdeutschen Rundfunk für die Sendung Rockpalast mitgeschnitten. Obwohl die Band eine dreiviertel Stunde spielte, wurden nur vier Titel auf der EP veröffentlicht. Dabei wurden die Titel ausgesucht, deren Mitschnittqualität und Kompatibilität am höchsten war. Der erste und der letzte Titel sind instrumental gehalten und waren bis zur Veröffentlichung der EP unveröffentlicht. Mind Exit entstand durch eine spontane Jamsession. Das EP-Coverartwork wurde von Vanessa Buenadicha entworfen. Das komplette Konzert ist auf dem Youtube-Kanal vom Rockpalast zu finden.

## Titelliste
1. In the Beginning – 2:10
2. Black Smoke – 4:52
3. Little Sun – 4:18
4. Mind Exit – 3:54

## Rezeption
Norman R. vom Onlinemagazin Musikreviews.de lobte die Gesangsleistung von Elin Larsson, die seiner Meinung nach zu den besten Sängerinnen der Gegenwart gehört und Rihanna & Co. zeigt, wie pure Leidenschaft klingt. Christoph Emmrich vom Onlinemagazin Metal1.info hingegen bezeichnete die EP als weiteren Appetithappen für das Debütalbum und stellte die Frage nach dem Sinn der Veröffentlichung.